# مایکل موریتس
مایکل موریتس (انگلیسی: Michael Moritz؛ زادهٔ ۱۲ سپتامبر ۱۹۵۴) سرمایه‌دار و روزنامه‌نگار اهل بریتانیا است، که مالک اکثریت سهام شرکت سکویا کپیتال می‌باشد.